# Зюри
Зюри (на руски: Зюри; на татарски: Җөри, Cöri) е село, разположено в Мамадишки район, Татарстан. Населението му през 2000 година е 467 души, всички етнически татари.